# Saint-Léonard (Luik)
Saint-Léonard is een wijk van Luik met circa 12.000 inwoners, gelegen aan de linkeroever van de Maas, noordelijk stroomafwaarts van de binnenstad.
Het betreft een voorstad die buiten de Porte Saint-Léonard was gelegen.
Saint-Léonard wordt door de Pont Maghin (of Pont Saint-Léonard) verbonden met het stadsdeel Outremeuse, en door de Pont Atlas met Bressoux op de rechteroever van de Maas. De eerste Pont-Maghin werd in 1869 gebouwd.

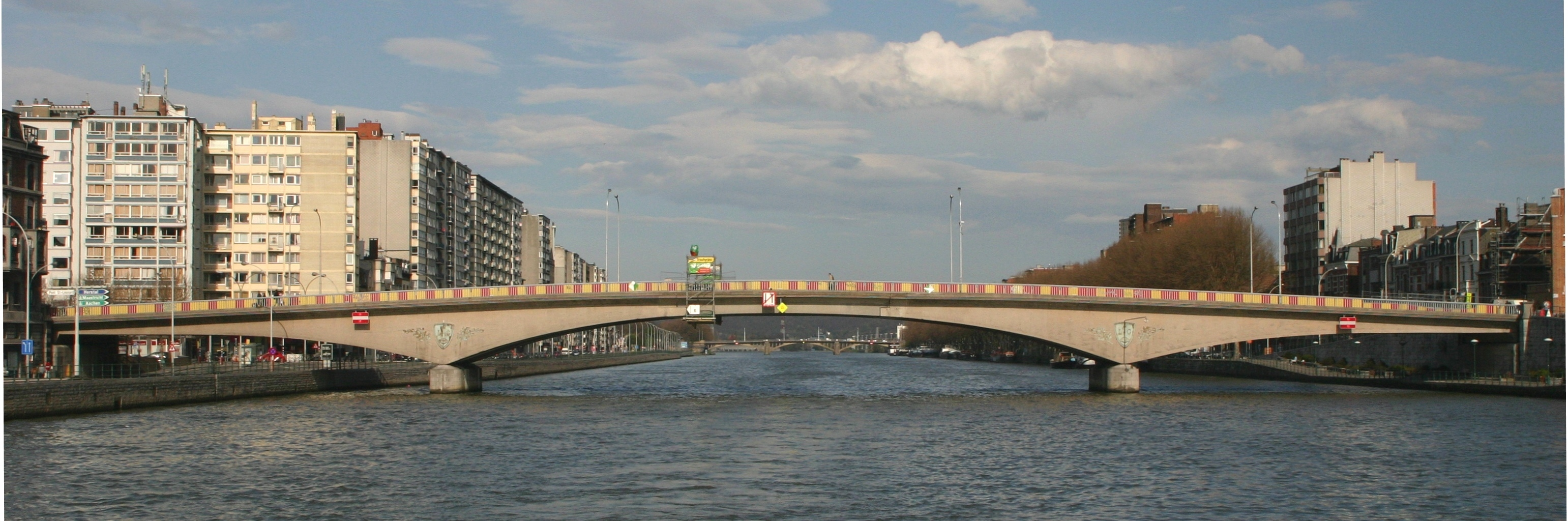
Pont Maghin met links de wijk Saint-Léonard

## Bezienswaardigheden
De wijk Saint-Léonard is bekend vanwege zijn gevangenis: de Prison Saint-Léonard, welke bestaan heeft van 1850-1983, maar waarvan de geschiedenis teruggaat tot de 13e eeuw.
De plaats waar de gevangenis heeft gestaan, nabij de vroegere stadspoort, is tegenwoordig een wandelplantsoen, de Esplanade Saint-Léonard, die de wijk scheidt van het historisch stadscentrum.
De Kerk van het Heilig Geloof (Église Sainte-Foy) is de parochiekerk in deze wijk.

## Verkeer
Spoorlijn 34 (Tongeren - Luik) loopt langs deze wijk, met in de nabijheid het Station Luik-Vivegnis.
Tot de wijk behoort ook de buurt Coronmeuse.

## Nabijgelegen kernen
Luik-Centrum, Outremeuse, Bressoux, Herstal, Sainte-Walburge